# Siniša Leopold
Siniša Leopold (Grubišno Polje, 16. travnja 1957.) hrvatski skladatelj, glazbeni pedagog, dirigent i publicist.

## Životopis
Siniša Leopold rođen je 1957. godine. Osnovnu i nižu glazbenu školu pohađao je u Samoboru. Maturirao je srednju glazbenu školu Vatroslav Lisinski u Zagrebu, te je diplomirao s odličnim uspjehom Glazbenu pedagogiju na VIII. odsjeku na Muzičkoj akademiji u Zagrebu (1983.) - naziv diplomske radnje: Tamburaški orkestri u osnovnoj školi, prva diplomska radnja vezana za tamburu i tamburašku glazbu.
Nakon završene srednje glazbene škole, zapošljava se u stalni radni odnos u Tamburaškom orkestru HRT-a gdje svira osam godina. Od 1985. postaje šef - dirigent Tamburaškoga orkestra HRT-a. Tamburaškoj glazbi i orkestrima se posvetio, autor je knjige "Tambura u Hrvata".
Iste godine počinje predavati na Muzičkoj akademiji u Zagrebu kolegij Tambure. Godine 2001. izabran je u zvanje višeg predavača. Posebno se posvetio radu s tamburaškim orkestrima. Početkom devedesetih sudjelovao je u izradi Nastavnog plana i Programa za predmet Tambure u osnovnim i srednjim glazbenim školama.
Stručni je suradnik brojnih festivala diljem Hrvatske, a od 2008. godine umjetnički je ravnatelj Festivala kajkavskih popevki u Krapini.
Pod njegovim dirigentskim vodstvom Tamburaški orkestar HRT-a 2001. godine započeo je koncertni ciklus U ozračju tambure, a 2004. autorski je osmislio novogodišnji koncert Valceri, polke i druge špelancije, koji se tradicijski održava svakoga 1. siječnja u HNK-u u Zagrebu.
Jedan je od autora prvoga udžbenika za tambure (Školska knjiga, 1992.) po kojemu se i danas održava nastava. Napisao je knjigu Tambura u Hrvata (Golden marketing, 1995.).
Autor je niza skladbi i aranžmana, filmske i scenske glazbe te prvoga tamburaškog mjuzikla Janica i Jean. Redovni je član HDS-a preko 30 godina, HGU-a, HUOKU-a i HUZIP-a.
U HDS-u je prijavljeno preko 650 njegovih djela, a u HUZIP-u više od 4000 snimki u kojima sudjeluje kao dirigent i svirač. Kao autor i glazbenik prisutan je na stotinjak nosača zvuka.
Njegove skladbe i obradbe nezaobilazni su program mnogih ansambala i orkestara diljem svijeta, a svoj rad i dalje usmjerava prema promicanju novih glazbenih izričaja na području orkestralne tamburaške glazbe i njenom znanstvenom vrednovanju. Aktivan je kao dugogodišnji pedagog na Školi hrvatskoga folklora te voditelj mnogobrojnih seminara diljem Hrvatske i inozemstva. Od 1992. godine u organizaciji Hrvatsko – Kanadskog folklornog saveza kontinuirano održava stručne seminare  koji su značajno unaprijedili cjelokupno tamburaško stvaralaštvo hrvatske dijaspore u Kanadi.
Kao umjetnički ravnatelj i stalni dirigent Tamburaškog orkestra HRT-a s nekim je projektima usmjerio pozornost ljubitelja glazbe  na široku i raznovrsnu paletu mogućnosti tambure. Godine 2013. Orkestar je praizveo prvu simfoniju napisanu za tamburaški orkestar, a 2014. izveden je prvi koncert skladan za Tamburaški i Jazz orkestar HRT-a.  Navedene praizvedbe značajno su obilježile noviji razvoj orkestralne tamburaške glazbe.
 
Dugogodišnji je član prosudbenih komisija HDGPP-a, Hrvatskog sabora kulture i Agencije za odgoj i obrazovanje pri kojoj se polažu stručni ispiti za nastavnike tambure.
U 30 godina djelovanja na Muzičkoj akademiji u Zagrebu, bio je mentor pri izradi završnih i diplomskih radova mnogim studentima VIII. odsjeka.
Nastupao je s raznim ansamblima na svim kontinentima.  Treba izdvojiti zapažena gostovanja u Vatikanu, Austriji, Francuskoj, Njemačkoj, Švicarskoj, Belgiji, Nizozemskoj, Južnoj i Sjevernoj Americi, Kanadi, Južnoafričkoj Republici, Australiji i Maleziji.
U svom dugogodišnjem profesionalnom umjetničkom djelovanju - kao autor, koautor, dirigent, svirač i organizator -  sudjelovao je u nekoliko stotina značajnih javnih nastupa u zemlji i inozemstvu. 
U vrijeme Domovinskog rata, s Tamburaškim orkestrom HRT-a vrlo djelotvorno ispunjavao je svoju domoljubnu i humanu zadaću duhovne potpore hrvatskome puku učestalo koncertirajući pri prvim crtama bojišta, ali i na brojnim gostovanjima među našim iseljenicima diljem svijeta.
U nedjelju 18. listopada 2015. u 20 sati, Leopold je održao koncert tamburaškog orkestra HRT-a u povodu 30. obljetnice ravnanja tim orkestrom. Na koncertu u Studiu Zvonimir Bajsić, gostovali su i Ladarice, pjevači sastava LADO, Ivana Kindl, Jacques Houdek, Ivan Mikulić, Klapa Kampanel, Stjepan Večković i dr. Uoči koncerta prisjetio se svojih najvećih uspjeha:

## Djela

### Knjige
- Tambura u Hrvata, Golden marketing, Zagreb, 1995., ISBN 953-6168-05-7

### Glazba
- filmska glazba: Duga mračna noć, General r. Antun Vrdoljak te Kotlovina r. Tomislav Radić
- scenska glazba: Breza
- koncertne skladbe: Glazbene konstelacije, Vrtuljak, Vatromet, Strune i dr.
- zabavne melodije: Svirci moji, Božić bili, Zrinjevac – zelen plac, Pri staroj vuri i mnoge druge.

### Urednik
- autor i glazbeni urednik radijskih i televizijskih emisija: Tamburaško sijelo, I to smo mi, Praznik za žice, Za srce i dušu, Lijepom našom[5]

## Nagrade
Leopold je dobitnik više nagrada:
- godišnje nagrade HRT-a
- godišnje Nagrade za kulturu grada Samobora
- diskografske nagrade Porin u kategoriji Najbolji album tamburaške glazbe[6]
- za doprinos u kulturi Redom Danice Hrvatske s likom Marka Marulića 1996. godine[7]
- Zlatne Arene za filmsku glazbu 2004. godine (Duga mračna noć), Igor Kuljerić i Siniša Leopold
- Povelja grada Krapine za osobite zasluge u kajkavskom kulturnom stvaralaštvu

## Vanjske poveznice
- Jutarnji.hr:ŽIVOTNA PRIČA SINIŠE LEOPOLDA Čovjek koji je postao sinonim za tamburicu s 12 godina je osnovao najmlađi rock bend bivše Jugoslavije  Arhivirana inačica izvorne stranice od 15. listopada 2015. (Wayback Machine)
- Samoborski glasnik:Tambura je bez Samoboraca nezamisliva
- Večernji.hr – Maja Car: Nakon tamburaškog mjuzikla, simfonije i jazza za tamburu, u pripremi je i balet (intervju, 20. prosinca 2017.)